# Jugement déclaratif de décès
En droit, le jugement déclaratif de décès est une décision judiciaire rendue par le tribunal qui atteste le décès d’une personne absente.
Cette notion existe notamment en droit québécois et en droit français.